# Alexandre Montfort
Pour les articles homonymes, voir Montfort.
Alexandre Montfort, parfois dit de Montfort ou Monfort, né le 19 mai 1803 à Paris et mort le 13 février 1856 dans la même ville, est un compositeur français. Premier prix de Rome avec Berlioz en 1830, il compose essentiellement des opéras-comiques à partir de 1839.

## Biographie
Après avoir fait ses études au conservatoire de Paris auprès de Berton, Boieldieu et Fétis, il y obtient en 1826 le premier prix de piano. Il remporte le 2e grand prix de Rome en 1829  et retente sa chance l’année suivante ; il partage alors le 1er grand prix avec Berlioz. À Rome, il compose notamment une fantaisie symphonique « dont le sujet est une soirée dans les Apennins, au pied du monastère de Subiaco » jouée à Paris en 1834.
Revenu à Paris après son séjour romain, il compose un ballet pour l’Opéra, La Chatte métamorphosée en femme (1837), quelques mélodies et des pièces pour piano. À partir de 1839, il se consacre principalement à l’écriture d’opéras-comiques.
Il épouse en décembre 1842 une nièce d’Edmond Crosnier, alors directeur de l’Opéra-Comique.
Il meurt de la fièvre typhoïde le 13 février 1856.
Dans leur « Histoire de la seconde salle Favart » parue en feuilleton dans Le Ménestrel à partir de 1889, Soubies et Malherbe brossent le portrait suivant du compositeur :
«  Bon musicien, mais peu original, Montfort manquait surtout de vigueur et de hardiesse; il rêvait et flânait volontiers, comme ces gens qui attendent moins d'eux-mêmes que du hasard et des autres. Un jour, Théodore Mozin, prix de Rome et professeur au Conservatoire, le rencontre sur le boulevard, allant de-ci de-là, regardant les boutiques en homme désœuvré qui tue le temps. « Eh bien, cher ami que fais-tu? » lui demande-t-il. —« Moi, répond Montfort, je cherche l'inspiration. » Noble et vague occupation! Il y a des compositeurs qui la trouvent sans la chercher; d'autres qui semblent dédaigner autant de la trouver que de la chercher; il est arrivé assez souvent à Montfort de la chercher sans la trouver.  »

## Liste des œuvres de Montfort composées pour la scène
| Titre                            | Genre         | Librettiste           | Date de création  | Critique |
| -------------------------------- | ------------- | --------------------- | ----------------- | --- |
| La Chatte métamorphosée en femme | Ballet        | Duveyrier             | 16 octobre 1837   | « La musique est d'un jeune lauréat de l'Institut : vive, légère, dansante, l'œuvre de M. Montfort est empreinte d'un certain cachet d'originalité et de couleur locale. Le seul reproche que nous lui adressons, c'est d'être par intervalle un peu trop sérieuse. La marche du premier acte est un morceau excessivement remarquable. Il y a dans cette musique de ravissants motifs de quadrilles, valses et galopades qui charmeront longtemps, cet hiver, les habitués des Concerts-Musard, et retentiront joyeusement dans les salons du faubourg Saint-Germain et de la Chaussée d'Antin. » « La musique de M. Montfort est peut-être travaillée avec trop de soin ; et d’un style trop sérieux pour la circonstance. » « La musique de M. Montfort est peut-être trop grave pour une œuvre aussi folle. Nous aurions aussi désiré plus d’originalité, plus de bizarrerie même ; car la scène se passe en Chine : les mélodies de M. Montfort n’ont pas la moindre prétention au genre chinois. » |
| Polichinelle                     | Opéra-comique | Scribe Duveyrier      | 20 juin 1839      | « Cette jolie pièce, où les mots heureux surabondent, a obtenu un franc et loyal succès auquel le compositeur a concouru de son côté par une musique élégante et toujours de bon goût, sinon bien vive et bien neuve. Les mélodies, à mon sens, manquent peut-être d'ampleur, et les phrases de liaison entre elles; mais l'ensemble de cette partition décèle un homme bien élevé, un artiste de bonne compagnie, qui parle peu, et dit toujours en bons termes ce qu'il a à dire. C'est fait avec soin, les voix sont bien écrites, l'instrumentation est soignée; rien dans les motifs n’est emprunté à Musard, et Musard, en conséquence, n’aura rien à réclamer. Ce mérite en vaut bien un autre. » « La musique de cet ouvrage est agréable et chantante, ce qui, à l'Opéra-Comique, est une condition indispensable de succès. Elle a peut-être le défaut de manquer quelquefois d'originalité, d'être un peu lourde dans son instrumentation, mais ces légères imperfections sont rachetées par de jolies mélodies et par une expression musicale toujours vraie et bien sentie. Si ce n'était la crainte d'employer un mot dont on a trop abusé, nous dirions encore que cette partition pêche peut-être un peu par la couleur locale, bien qu'il faille excepter de ce reproche l'ouverture, ainsi que la grande scène de Lélio, où le compositeur a placé une tarentelle vive et légère dont la teinte, toute napolitaine, est en parfaite harmonie avec le sujet. Le trio Savez-vous que c'est un crime affreux est encore un morceau fort bien fait. Mais nous préférons de beaucoup la scène de la répétition. Somme toute, la musique de M. Montfort a obtenu un succès très encourageant. » « La musique de M. de Montfort, peu riche d’instrumentation, se distingue par de gracieux morceaux généralement bien adaptés aux situations de la pièce. » |
| La Jeunesse de Charles-Quint     | Opéra-comique | Mélesville Duveyrier  | 1er décembre 1841 | « La partition de M. Montfort est d'un caractère distingué sans être précisément originale, c'est de la musique de bonne compagnie et que l'on écoute sans ennui ni impatience, sinon avec un bien vif plaisir. Le public a particulièrement applaudi les couplets de l'archer, chantés par Mocker, le duo qui forme le final du premier acte et le boléro de Couderc, au second. L'andantino par lequel débute l'ouverture, est d'une mélodie charmante et fort agréablement instrumenté; enfin, le développement que l'auteur a donné au duo entre Couderc et Mlle Révilly, accompagné par une ronde de nuit, ainsi qu'au trio bouffe de la surprise, au second acte, prouvent suffisamment que l'haleine ne lui manquerait pas pour une œuvre plus importante. L'orchestre est assez convenablement traité pour un petit opéra-comique et nous avons remarqué de jolis traits de violons et d'instruments à vent en bois; seulement, nous engageons M. Montfort à se défier d'une propension funeste à l'emploi des cuivres. » « La musique de M. Montfort a semblé plaire beaucoup aussi à la majeure partie de l’auditoire. Elle est naturelle, souvent élégante et toujours dramatique. Les morceaux sont bien coupés, conduits et développés avec art, sans être tous d’une originalité bien frappante. (…) L’orchestre de M. Montfort est écrit avec soin et intelligence, les instruments à vent y sont bien traités ; je ne puis me dispenser, cependant, de blâmer l’emploi qu’il fait des trombones quand la situation dramatique est loin de le motiver. L’auteur cède évidemment alors à l’entraînement de l’exemple et au détestable et stupide usage où l’on est maintenant (dans les théâtres) d’employer ce puissant instrument dans tous les forte, comme s’il n’avait ni accent déterminé, ni caractère spécial et inconciliable avec les scènes tendres, gaies, frivoles ou gracieuses. » |
| La Sainte-Cécile                 | Opéra-comique | Ancelot Decomberousse | 19 septembre 1844 | « M. Montfort, l'auteur de la musique, n'en est pas à son coup d'essai : Polichinelle ouvrit brillamment sa carrière sur la scène de l'Opéra-Comique, et l'on retrouva dans La Jeunesse de Charles-Quint les qualités agréables qui firent le succès de son début. La partition nouvelle va prendre rang à côté de ses aînées ; comme celles-ci elle se recommande par le goût, la facilité et l'élégance : le boléro de l'ouverture et la barcarole du troisième acte ont été accueillis par d'unanimes applaudissements; citons encore une fort jolie romance et un trio pour voix d'hommes et plusieurs ensembles traités avec habileté. Pour devenir un de nos compositeurs les plus aimés, M. Montfort n'a qu'à se montrer un peu plus sévère envers lui-même et à rejeter courageusement, comme de mauvaises pensées, toutes les banalités, toutes les réminiscences qui lui viendront sous la plume ; l'originalité n'a une si haute valeur que parce qu'il est si difficile d'y atteindre. » « M. Montfort s’est conduit à sa louange ; il a écrit une ouverture qui sera véritablement une fourmilière de valses, de contredanses, de galops, sans compter une légère pointe de polka, ce qui ne gâte rien. Le final du premier acte est d'un effet très piquant, c'est franchement écrit, et M. Ancelot n'accusera pas son musicien d'avoir ramassé sur son piano asthmatique du Conservatoire, les mélodies de son enfance. Au premier acte, Carlo Wanloo chante un air très amoureux et très jeune ; on a encore remarqué et applaudi, comme des choses neuves (et faire du neuf avec cette vieille étoffe froissée dans toutes les licences des soupers de la Régence, ce n’était pas facile), le duo de Fronsac et de Wanloo et au troisième acte les jolis couplets de Mocker. » |
| La Charbonnière                  | Opéra-comique | Scribe Mélesville     | 13 octobre 1845   | « M. Monfort s'était fait connaître jusqu'ici par son prix de Rome et par les opéras de Polichinelle et de Charles-Quint. Sa partition de La Charbonnière échappe complètement à la critique par l'absence d'originalité, au grand désespoir des faiseurs da valse et do contredanse et des orgues de barbarie, qui y trouveront bien peu de refrains à populariser. Et cependant le poème était loin de manquer d'heureuses données musicales : le quatuor de la vente des bois de Pologne pouvait devenir le morceau bouffe le plus amusant, le finale de la rupture du mariage prêtait à l'inspiration dramatique, et le duo de M. de Champcarville et de la charbonnière, au troisième acte, offrait une de ces situations riches de contrastes qui sont si favorables à l'effet musical. Il ne nous reste donc à louer que l'extrême sagesse et la sobriété excessive du jeune compositeur ; et encore aurons-nous le regret d'apporter une restriction à cet éloge. Les ressources et les lois de l’instrumentation lui paraissent peu familières; il laisse habituellement son orchestre dans une demi-teinte, sur laquelle se détachent trop crûment les trombones, pour lesquels il semble avoir une prédilection toute particulière. Ces instruments olympiens ne sont pas destinés à accompagner une chanson de table. Au reste, M. Monfort est animé d'un amour trop consciencieux de son art pour que nous le jugions sans appel sur l'opéra de La Charbonnière; peut-être encore sera-t-il dit que l'œuvre de MM. Scribe et Mélesville se suffisait à elle-même, et que le compositeur devait simplement s'appliquer à ne placer entre le libretto et le public qu'un voile musical assez transparent pour qu'aucun des charmants détails du poème ne pût lui échapper. Espérons qu'une autre fois M. Monfort sera moins modeste et qu'il ne craindra pas de se permettre, avec les opéras de M. Scribe, les licences que M. Auber ne s'est pas refusées dans ses partitions du Domino noir et de l’Ambassadrice. » « Il est juste de dire que M. Montfort, l'auteur de la musique, s'est assez peu inquiété de mettre à profit les richesses de son poème; ce n'est pas impuissance, Polichinelle et même La Jeunesse de Charles-Quint, sont là pour attester le contraire; ça ne peut pas être épuisement, l'auteur n'a encore presque rien produit ; il faut que ce soit parti pris, conviction, système ; aussi, dans le propre intérêt de M. Montfort, ne doit-on lui épargner aucun avis, pour le détourner de la voie funeste dans laquelle il parait engagé. La comédie à ariettes est pour M. Montfort le beau idéal du genre; or, la comédie à ariettes a vécu; et tout fait croire qu'il n'est donné à personne, pas même à M. Montfort, de la ressusciter : autre temps, autre musique. Encore! Si l'auteur prenait pour modèles Dalayrac, Grétry ou Monsigny; mais non, la musique de ces maîtres lui semble apparemment trop significative : les Gaveaux, les Solié, les Devienne, voilà les gloires auxquelles il prétend s'élever. Dans toute la partition de La Charbonnière, et elle compte beaucoup de morceaux, il n'y en a pas un seul qui parle au cœur ou à l'esprit par le fond, et qui réponde par la forme aux exigences musicales de notre époque; il est impossible d'y découvrir autre chose qu'un harmonieux bourdonnement presque toujours à trois temps, ce qui fait ressembler l'ouvrage à une valse infiniment prolongée. » |
| L’Ombre d’Argentine              | Opéra-comique | Bayard Biéville       | 28 avril 1853     | « Le compositeur, M. Montfort, a déjà doté l’Opéra-Comique de plusieurs partitions, entre autres celles de la Sainte-Cécile, de Charles-Quint, de Polichinelle. La petite œuvre qu'il vient d'écrire renferme beaucoup de musique, une foule d'agréables motifs, des duos, des quatuors, des airs, des couplets à profusion. Après l'ouverture, qui se compose d'un fort joli motif en mouvement de tarentelle coupé par un chant gracieux, viennent de charmants couplets : Jeune et joliette j'ai passé par là couplets qui ont valu d'unanimes applaudissements à Mlle Lemercier. Ceux de Sainte-Foy : Je tremble, je tremble, ont été également goûtés. Un quatuor qui se termine en quintette, un joli duo entre Mlle Lemercier et Sainte-Foy, et plusieurs autres morceaux d'une valeur moindre, mais généralement bien instrumentés font de cette Ombre d'Argentine un petit acte très satisfaisant. » « M. Montfort a écrit sur cette folie carnavalesque une partition fort sage, aimable et élégante. On remarque dans la première partie un quintette bien disposé; je ne sais malheureusement pas ce qu'il y a dans la seconde. Je dois avouer que ces pièces enfarinées me sont assez antipathiques pour me donner des maux de nerfs intolérables. J'ai voulu me contraindre l'autre jour à écouter et à suivre de l’œil L'Ombre d’Argentine. Bientôt des palpitations précipitées sont venues m'avertir de mon imprudence, puis j'ai ressenti des douleurs dans la moelle épinière, des vertiges; bref, au moment où le Pierrot habillé de blanc excitait par ses gambades une explosion de rires et d'applaudissements, je me suis très sottement trouvé mal, et on a été obligé de m'éconduire au plus vite. Ce n'est pas ma faute. Mais je reviendrai voir le reste quand je serai tout à fait rétabli. » |
| Deucalion et Pyrrha              | Opéra-comique | Barbier Carré         | 8 octobre 1855    | « Mocker et mademoiselle Lemercier ont parfaitement rendu les intentions du compositeur. Tous deux ont de l’esprit et de la gaité, et ils en ont mis dans leurs personnages ; mais il faut s’en prendre à MM. Barbier et Carré, si deux comédiens de cette valeur n’ont pas trouvé, cette fois, des rôles à la hauteur de leurs précédentes créations. » « M. Montfort, l'auteur de Polichinelle, de La Jeunesse de Charles-Quint et de L’Ombre d’Argentine, nous a donné pour sa part une petite partition fort agréable dont presque tous les morceaux sont d'une allure fine, élégante, et se signalent par une habile instrumentation. » « La partition de M. Montfort est gracieuse et bien faite. Elle n’a pas d’autre ambition que celle que légitime le sujet. Cette musique élégante ne fait ni grands cris, ni gestes outrés, elle ne blesse aucune convenance, ne dit ni sottises ni mots prétentieux, on aime à l’écouter. Ce mérite est rare ! » |